# Sven Donat
Sven Donat, tidigare Ingemarsson, född 3 november 1755 i Trästen, Vislanda, Kronobergs län, död 29 september 1815 i Ormesberga, Kronobergs län,  var en svensk indelt soldat och spelman. Donat komponerade och nedtecknade flera polskor och andra låtar i en notsamling, som nu finns i Svenskt visarkiv.
Han föddes i byn Trästen i Vislanda. Han blev soldat före 1784 på soldattorpet Källelycke under Höreda Norrgård i Ormesberga socken. Han blev 1791 befordrad till korpral. Den 23 juni 1794 blev han avskedad från sin tjänst som korpral. 
Han gifte sig 28 maj 1792 med pigan Annicka Jönsdotter (1761–) från Höreda Norrgård. De fick tillsammans barnen: Sven (1791–1793), Peter Jacob (1792–), Stina (1795–) och Sven (1797–1873).
Artister som senare spelat Donat är bland andra Pelle Björnlert och Johan Hedin.

## Sven Donats notbok
Notboken består av 237 melodier. Av dessa är 138 polskor, 41 menuetter, 38 kontradanser, 5 kadriljer, 2 marscher och 11 övriga melodier. 25 av låtarna anges komponerade av Donat. 1912 gjordes en avskrift av Olof Andersson.
- 1. Menuett i D-dur.
- 2. Menuett i D-dur.
- 3. Polska.
- 4. Silfversparrens menuett i D-dur.
- 5. Menuett i D-dur.
- 6. Polska i D-dur. Komponerad 8 juli 1783 av Donat.
- 7. Polska  i D-dur.
- 8. Polska i C-dur. Komponerad 17 april 1783 av Donat.
- 9. Norsk dans.
- 10. Polska i C-dur. Komponerad 19 april 1783 av Donat.
- 11. Polska i D-dur. Komponerad 10 juli 1783 av Donat.
- 12. Polska i G-dur. Komponerad 13 augusti 1783 av Donat.
- 13. Polska i D-dur.
- 14. Polska i C-dur.
- 15. Polska i D-moll.
- 16. Polska i G-dur.
- 17. Polska i C-dur.
- 18. Polska i D-moll.
- 19. Polska i C-moll.
- 20. Polska "norsk dans" i D-moll.
- 24. Polska. 12 mars 1804.
- 237. Menuett i F-dur. Av monsieur general Roos.